# Рене Краузе
Рене Краузе (нім. René Krause; 30 серпня 1985) — німецький боксер, призер чемпіонату Європи серед аматорів.

## Боксерська кар'єра
Рене Краузе займався боксом з юних років. 2002 року він став срібним призером чемпіонату світу серед юніорів (Кечкемет, Угорщина, вагова категорія до 81 кг), програвши у фіналі Денису Бойцову (Росія).
На дорослому рівні найбільшого успіху досяг на чемпіонаті Європи 2008, на якому завоював бронзову медаль.
- В 1/8 фіналу переміг Каллума Джонсона (Шотландія) — 4-2
- У чвертьфіналі переміг Даугірдаса Шемьотаса (Литва) — 5-1
- У півфіналі програв Сяргєю Карнєєву (Білорусь) — 3-8

На чемпіонаті світу 2009 Рене Краузе переміг трьох суперників, у тому числі в 1/8 фіналу Олександра Гвоздика (Україна) — 2(+)-2, а у чвертьфіналі програв Елшоду Расулову (Узбекистан) — 2-8.